# William Froude

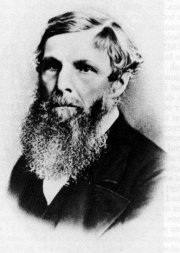
William Froude

William Froude [fruːd] (* 28. November 1810 in Dartington, Devon, England; † 4. Mai 1879 in Simonstown, Südafrika) war ein englischer Schiffbauingenieur und Forscher auf dem Gebiet der Hydrodynamik. Froude, ein Sohn des anglikanischen Klerikers Robert Hurrell Froude (1771–1859), war ein Bruder des anglikanischen Klerikers Richard Hurrell Froude (1803–1836) und des Historikers James Anthony Froude (1818–1894) sowie Vater des Schiffbauingenieurs Robert Edmund Froude (1846–1924).

## Leben
Froude stellte als erster zuverlässige Formeln auf für den Widerstand, den das Wasser der Bewegung eines Schiffs entgegensetzt, und zur Vorhersage der Stabilität des Schiffs.
In der Strömungslehre trägt die Froude-Zahl seinen Namen, die bei der Berechnung der Bewegungen von Flüssigkeitsoberflächen, z. B. Wellen, verwendet wird.
1870 wurde er als Mitglied („Fellow“) in die Royal Society gewählt, die ihm 1876 die Royal Medal verlieh.

## William Froude Medal
Nach Froude ist die William Froude Medal benannt, die höchste Auszeichnung des Royal Institution of Naval Architects (RINA). Bis 2015 wurde diese Auszeichnung nur 27 Mal verliehen.
Preisträger:
- Jeom Kee Paik (2015)[2]